# اورتو-زایلین
اورتو-زایلین (به انگلیسی: o-Xylene) یک ترکیب آلی آروماتیک است. این ماده یکی از ایزومرهای ساختاری زایلین است که شامل سه ایزومر اورتو-زایلین، متا-زایلین و پارا-زایلین است.